# Žít po svém
Žít po svém (v anglickém originále An Unfinished Life) je americký dramatický film z roku 2005. Režisérem filmu je Lasse Hallström. Hlavní role ve filmu ztvárnili Robert Redford, Jennifer Lopez, Morgan Freeman, Josh Lucas a Lynda Boyd.

## Obsazení
| Robert Redford | Einar Gilkyson |
| Jennifer Lopez | Jean Gilkyson  |
| Morgan Freeman | Mitch Bradley  |
| Josh Lucas     | Crane Curtis   |
| Lynda Boyd     | Kitty          |
| Damian Lewis   | Gary Winston   |
| Camryn Manheim | Nina           |
| Becca Gardner  | Griff Gilkyson |